# Amir Kahrimanović
Amir Kahrimanović (Zagabria, 28 aprile 1999) è un calciatore croato, centrocampista del Vllaznia.

## Carriera
Il 1º luglio 2024 viene acquistato a titolo definitivo dalla squadra albanese del Vllaznia.

## Statistiche

### Presenze e reti nei club
Statistiche aggiornate al 27 marzo 2025.
| Stagione                     | Squadra                      | Campionato                   | Campionato | Campionato | Coppe nazionali | Coppe nazionali | Coppe nazionali | Coppe continentali | Coppe continentali | Coppe continentali | Altre coppe | Altre coppe | Altre coppe | Totale | Totale |
| Stagione                     | Squadra                      | Comp                         | Pres       | Reti       | Comp            | Pres            | Reti            | Comp               | Pres               | Reti               | Comp        | Pres        | Reti        | Pres   | Reti   |
| ---------------------------- | ---------------------------- | ---------------------------- | ---------- | ---------- | --------------- | --------------- | --------------- | ------------------ | ------------------ | ------------------ | ----------- | ----------- | ----------- | ------ | ------ |
| gen.-giu. 2019               | Deutschlandsberger SC        | 3L                           | 3          | 0          | CA              | 0               | 0               | -                  | -                  | -                  | -           | -           | -           | 3      | 0      |
| 2019-gen. 2020               | Deutschlandsberger SC        | 3L                           | 10         | 0          | CA              | 0               | 0               | -                  | -                  | -                  | -           | -           | -           | 10     | 0      |
| Totale Deutschlandsberger SC | Totale Deutschlandsberger SC | Totale Deutschlandsberger SC | 13         | 0          |                 | 0               | 0               |                    | -                  | -                  |             | -           | -           | 13     | 0      |
| gen.-giu. 2020               | ATSV Wolfsberg               | 3L                           | 1          | 0          | CA              | 0               | 0               | -                  | -                  | -                  | -           | -           | -           | 1      | 0      |
| 2020-2021                    | Drava Ptuj                   | 2. SNL                       | 13         | 5          | CS              | 3               | 1               | -                  | -                  | -                  | -           | -           | -           | 16     | 6      |
| 2021-gen. 2022               | Drava Ptuj                   | 2. SNL                       | 18         | 2          | CS              | 0               | 0               | -                  | -                  | -                  | -           | -           | -           | 18     | 2      |
| Totale Drava Ptuj            | Totale Drava Ptuj            | Totale Drava Ptuj            | 31         | 7          |                 | 3               | 1               |                    | -                  | -                  |             | -           | -           | 34     | 8      |
| gen.-giu. 2022               | Renova                       | PL                           | 14         | 1          | CM              | 0               | 0               | -                  | -                  | -                  | -           | -           | -           | 14     | 1      |
| 2022-2023                    | Erzeni                       | KS                           | 35+1       | 8+0        | CA              | 4               | 0               | -                  | -                  | -                  | -           | -           | -           | 40     | 8      |
| 2023-2024                    | Erzeni                       | KS                           | 34         | 6          | CA              | 3               | 1               | -                  | -                  | -                  | -           | -           | -           | 37     | 7      |
| Totale Erzeni                | Totale Erzeni                | Totale Erzeni                | 69+1       | 14+0       |                 | 7               | 1               |                    | -                  | -                  |             | -           | -           | 77     | 15     |
| 2024-2025                    | Vllaznia                     | KS                           | 21         | 1          | CA              | 2               | 0               | UECL               | 2                  | 0                  | -           | -           | -           | 25     | 1      |
| Totale carriera              | Totale carriera              | Totale carriera              | 149+1      | 23+0       |                 | 12              | 2               |                    | 2                  | 0                  |             | -           | -           | 164    | 25     |